# Carteriospongia vermicularis
Carteriospongia vermicularis är en svampdjursart som först beskrevs av Lendenfeld 1889.  Carteriospongia vermicularis ingår i släktet Carteriospongia och familjen Thorectidae. Inga underarter finns listade i Catalogue of Life.